# Warren (Texas)
Warren es un lugar designado por el censo ubicado en el condado de Tyler en el estado estadounidense de Texas. En el Censo de 2010 tenía una población de 757 habitantes y una densidad poblacional de 69,18 personas por km².

## Geografía
Warren se encuentra ubicado en las coordenadas 30°36′43″N 94°24′38″O / 30.61194, -94.41056. Según la Oficina del Censo de los Estados Unidos, Warren tiene una superficie total de 10.94 km², de la cual 10.92 km² corresponden a tierra firme y (0.19%) 0.02 km² es agua.

## Demografía
Según el censo de 2010, había 757 personas residiendo en Warren. La densidad de población era de 69,18 hab./km². De los 757 habitantes, Warren estaba compuesto por el 96.43% blancos, el 1.59% eran afroamericanos, el 1.06% eran amerindios, el 0% eran asiáticos, el 0% eran isleños del Pacífico, el 0.13% eran de otras razas y el 0.79% pertenecían a dos o más razas. Del total de la población el 0.79% eran hispanos o latinos de cualquier raza.